# Parque Metropolitano de Valencia
También llamado Parque del Cabriales es un parque ubicado en la Parroquia Urbana San José al noreste en la ciudad de Valencia, Estado Carabobo en Venezuela cerca del Parque Fernando Peñalver. Es el pulmón vegetal al margen del río Cabriales, ocupa 11 de hectáreas. Fue inaugurado en el año 1946. 
Está ubicado al sureste de la urbanización Kerdell y al sur del Parque Fernando Peñalver. Cerca de allí está ubicado el Gimnasio Teodoro Gubaira, actual sede de Protección Civil Carabobo y en cuyo recinto se escenificaban juegos de baloncesto de los equipos Colosos y Trotamundos de Carabobo hasta 1990.